# Curt Edgard
Curt Edgard, egentligen Kurt Edgard Östergren, född 13 december 1917 i Gamlestad, död 25 november 1983 i Handen, var en svensk skådespelare.
Han debuterade 1942 i Olof Molanders General von Döbeln och kom att medverka i totalt sex filmer mellan 1942 och 1944.

## Filmografi
- 1942 – General von Döbeln
- 1943 – Örlogsmän
- 1943 – Katrina
- 1944 – Hets
- 1944 – Excellensen
- 1944 – En dag skall gry

## Teater

### Roller (ej komplett)
| År   | Roll                  | Produktion                                                 | Regi                | Teater                           |
| ---- | --------------------- | ---------------------------------------------------------- | ------------------- | -------------------------------- |
| 1939 | William Beck          | Guldkarossen Runar Schildt                                 | Ingmar Bergman      | Mäster Olofsgårdens teater       |
| 1939 | Tomten                | Lycko-Pers resa August Strindberg                          | Ingmar Bergman      | Mäster Olofsgårdens teater       |
| 1939 | Elof                  | Han som fick leva om sitt liv Pär Lagerkvist               | Ingmar Bergman      | Mäster Olofsgårdens teater       |
| 1939 | Vind                  | Höstrapsodi Doris Rönnqvist                                | Ingmar Bergman      | Mäster Olofsgårdens teater       |
| 1939 | Percinet              | Romantik Edmond Rostand                                    | Ingmar Bergman      | Mäster Olofsgårdens teater       |
| 1940 | Konservatorn          | Svarta handsken August Strindberg                          | Ingmar Bergman      | Mäster Olofsgårdens teater       |
| 1940 | Macbeth               | Macbeth William Shakespeare                                | Ingmar Bergman      | Mäster Olofsgårdens teater       |
| 1943 | Sonen                 | U39 Rudolf Värnlund                                        | Ingmar Bergman      | Dramatikerstudion                |
| 1943 | Soldaten              | Strax innan man vaknar Bengt Olof Vos                      | Ingmar Bergman      | Stockholms studentteater         |
| 1943 | Niels Bugge           | Niels Ebbesen Kaj Munk                                     | Ingmar Bergman      | Dramatikerstudion                |
| 1943 | Folke                 | Tivolit Ingmar Bergman                                     | Ingmar Bergman      | Stockholms studentteater         |
| 1944 | Maurice Jean          | Hotellrummet Pierre Rocher                                 | Ingmar Bergman      | Boulevardteatern                 |
| 1944 |                       | Spelhuset Hjalmar Bergman                                  | Ingmar Bergman      | Dramatikerstudion                |
| 1944 | Mjölnaren             | Rödluvan och vargen Robert Bürkner                         | Ingmar Bergman      | Boulevardteatern                 |
| 1944 | Clownen Beppo         | Clownen Beppo Else Fisher                                  | Ingmar Bergman      | Folkparksturné                   |
| 1944 | Engelhart             | Aschebergskan på Widtskövle Brita von Horn och Elsa Collin | Ingmar Bergman      | Helsingborgs stadsteater         |
| 1944 |                       | Fan ger ett anbud Carl Erik Soya                           | Ingmar Bergman      | Helsingborgs stadsteater         |
| 1944 | Malcolm               | Macbeth William Shakespeare                                | Ingmar Bergman      | Helsingborgs stadsteater         |
| 1945 | Statisten             | Kriss-Krass-Filibom, revy Rune Moberg och Sture Ericson    | Ingmar Bergman      | Helsingborgs stadsteater         |
| 1945 | Medmänniskan          | Reducera moralen Sune Bergström                            | Ingmar Bergman      | Helsingborgs stadsteater         |
| 1945 | Chauffören            | Jacobowsky och översten Franz Werfel                       | Ingmar Bergman      | Helsingborgs stadsteater         |
| 1945 | Rolf                  | Rabies Olle Hedberg                                        | Ingmar Bergman      | Helsingborgs stadsteater         |
| 1946 | Advokat Stefan Forell | Av hjärtans lust Karl Ragnar Gierow                        | Lars-Levi Læstadius | Helsingborgs stadsteater         |
| 1946 | Dillery               | Eklöv och lavendel Seán O'Casey                            | Lars-Levi Læstadius | Helsingborgs stadsteater         |
| 1947 | Pétrus                | Lika för lika William Shakespeare                          | Lars-Levi Læstadius | Helsingborgs stadsteater         |
| 1947 | Jensen                | Peppar och salt Siegfried Geyer och Paul Frank             | Lars-Levi Læstadius | Helsingborgs stadsteater         |
| 1947 | Tybalt                | Romeo och Julia William Shakespeare                        | Johan Falck         | Norrköping-Linköping stadsteater |
| 1947 |                       | Kungens paket Staffan Tjerneld och Alf Henrikson           | Hans Dahlin         | Norrköping-Linköping stadsteater |
| 1947 | Josef Schmidt         | Den heliga familjen Rudolf Värnlund                        | Gunnar Skoglund     | Norrköping-Linköping stadsteater |
| 1948 | Hertig Johan          | Erik XIV August Strindberg                                 | Johan Falck         | Norrköping-Linköping stadsteater |
| 1948 | Mannen i regnkragen   | De fyra små Georges Roland                                 | Hans Dahlin         | Norrköping-Linköping stadsteater |
| 1948 |                       | Det orimliga Arvid Brenner                                 | Hans Dahlin         | Norrköping-Linköping stadsteater |
| 1948 |                       | En midsommarnattsdröm William Shakespeare                  | Stig Roland         | Norrköping-Linköping stadsteater |
| 1948 | Hermes                | Strändernas svall Eyvind Johnson                           | Johan Falck         | Norrköping-Linköping stadsteater |
| 1949 |                       | En komedi om kärlek Jean Anouilh                           | Johan Falck         | Norrköping-Linköping stadsteater |
| 1949 |                       | Linje Lusta Tennessee Williams                             | Johan Falck         | Norrköping-Linköping stadsteater |
| 1949 |                       | Clutterbuck Benn W Levy                                    | Hans Dahlin         | Norrköping-Linköping stadsteater |
| 1949 |                       | Cæsar och Cleopatra George Bernard Shaw                    | Johan Falck         | Norrköping-Linköping stadsteater |
| 1949 |                       | En handelsresandes död Arthur Miller                       | Johan Falck         | Norrköping-Linköping stadsteater |
| 1950 |                       | Utanför dörren Wolfgang Borchert                           | Johan Falck         | Norrköping-Linköping stadsteater |
| 1950 |                       | En vildfågel Jean Anouilh                                  | Johan Falck         | Norrköping-Linköping stadsteater |
| 1950 |                       | Tjuvarnas paradis Jacques Deval                            | Johan Falck         | Norrköping-Linköping stadsteater |

### Fotnoter
1. 1 2  ”Curt Edgard”. Svensk Filmdatabas. http://www.sfi.se/sv/svensk-filmdatabas/Item/?type=PERSON&itemid=61285&ref=%2ftemplates%2fSwedishFilmSearchResult.aspx%3fid%3d1225%26epslanguage%3dsv%26searchword%3dCurt+Edgard%26type%3dPerson%26match%3dBegin%26page%3d1%26prom%3dFalse. Läst 23 februari 2013.
2. ↑  ”Galgmannen/Guldkarossen”. Stiftelsen Ingmar Bergman. http://ingmarbergman.se/verk/galgmannenguldkarossen. Läst 16 oktober 2015.
3. ↑  ”Lycko-Pers resa”. Stiftelsen Ingmar Bergman. http://ingmarbergman.se/verk/lycko-pers-resa. Läst 16 oktober 2015.
4. ↑  ”Han som fick leva om sitt liv”. Stiftelsen Ingmar Bergman. http://ingmarbergman.se/verk/han-som-fick-leva-om-sitt-liv. Läst 16 oktober 2015.
5. 1 2  ”Höstrapsodi/Romantik”. Stiftelsen Ingmar Bergman. http://ingmarbergman.se/verk/höstrapsodiromantik. Läst 16 oktober 2015.
6. ↑  ”Svarta handsken”. Stiftelsen Ingmar Bergman. http://ingmarbergman.se/verk/svarta-handsken. Läst 16 oktober 2015.
7. ↑  ”Macbeth”. Stiftelsen Ingmar Bergman. http://ingmarbergman.se/verk/macbeth. Läst 16 oktober 2015.
8. ↑  Oscar Rydqvist (13 april 1940). ”'Macbeth' vid Sveaplan”. Dagens Nyheter:  s. 11. http://arkivet.dn.se/arkivet/tidning/1940-04-13/101/9. Läst 27 augusti 2015.
9. ↑  ”U39”. Stiftelsen Ingmar Bergman. http://ingmarbergman.se/verk/u39. Läst 16 oktober 2015.
10. ↑  ”Strax innan man vaknar”. Stiftelsen Ingmar Bergman. http://ingmarbergman.se/verk/strax-innan-man-vaknar. Läst 16 oktober 2015.
11. ↑  ”Niels Ebbesen”. Stiftelsen Ingmar Bergman. http://ingmarbergman.se/verk/niels-ebbesen. Läst 16 oktober 2015.
12. ↑  ”Tivolit”. Stiftelsen Ingmar Bergman. http://ingmarbergman.se/verk/tivolit. Läst 16 oktober 2015.
13. ↑  ”Hotellrummet”. Stiftelsen Ingmar Bergman. http://ingmarbergman.se/verk/hotellrummet. Läst 16 oktober 2015.
14. ↑  ”Spelhuset/Herr Sleeman kommer”. Stiftelsen Ingmar Bergman. http://ingmarbergman.se/verk/spelhusetherr-sleeman-kommer. Läst 16 oktober 2015.
15. ↑  ”Rödluvan och vargen”. Stiftelsen Ingmar Bergman. http://ingmarbergman.se/verk/rödluvan-och-vargen. Läst 16 oktober 2015.
16. ↑  ”Clownen Beppo”. Stiftelsen Ingmar Bergman. http://ingmarbergman.se/verk/clownen-beppo. Läst 16 oktober 2015.
17. ↑  ”Aschebergskan på Widtskövle”. Stiftelsen Ingmar Bergman. http://ingmarbergman.se/verk/aschebergskan-på-widtskövle. Läst 16 oktober 2015.
18. ↑  ”Fan ger ett anbud”. Stiftelsen Ingmar Bergman. http://ingmarbergman.se/verk/fan-ger-ett-anbud. Läst 16 oktober 2015.
19. ↑  ”Macbeth”. Stiftelsen Ingmar Bergman. http://ingmarbergman.se/verk/macbeth-0. Läst 16 oktober 2015.
20. ↑  ”Kriss-Krass-Filibom”. Stiftelsen Ingmar Bergman. http://ingmarbergman.se/verk/kriss-krass-filibom. Läst 16 oktober 2015.
21. ↑  ”Reducera moralen”. Stiftelsen Ingmar Bergman. http://ingmarbergman.se/verk/reducera-moralen. Läst 16 oktober 2015.
22. ↑  ”Jacobowsky och översten”. Stiftelsen Ingmar Bergman. http://ingmarbergman.se/verk/jacobowsky-och-översten. Läst 16 oktober 2015.
23. ↑  ”Rabies”. Stiftelsen Ingmar Bergman. http://ingmarbergman.se/verk/rabies-0. Läst 16 oktober 2015.